# Hans Wildermann
Hans Wilhelm Wildermann (* 21. Februar 1884 in Kalk; † 1. November 1954 in Köln) war ein deutscher Bühnenbildner, Maler und Bildhauer.

## Leben

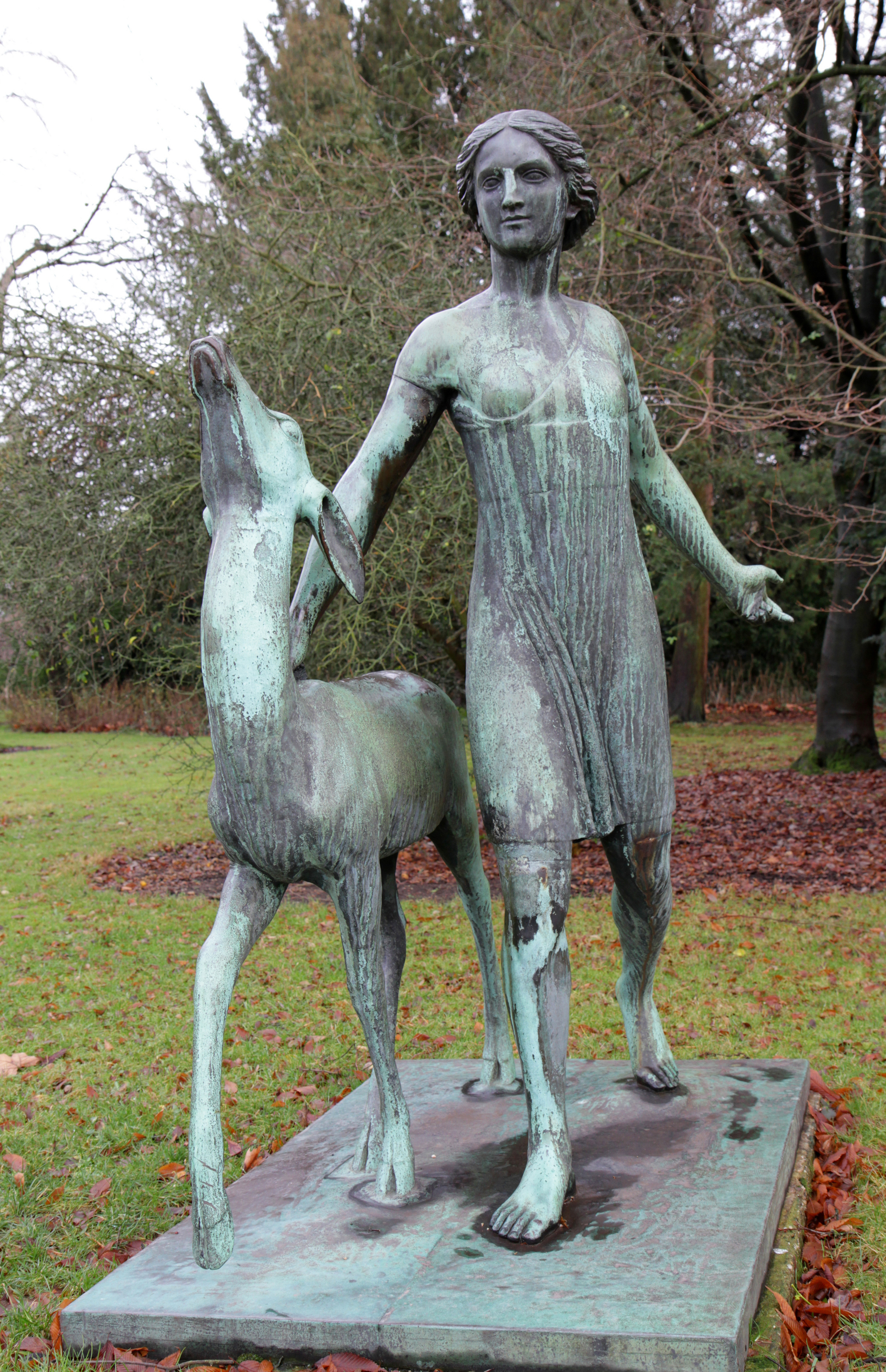
„Mädchen mit Reh“, 1911

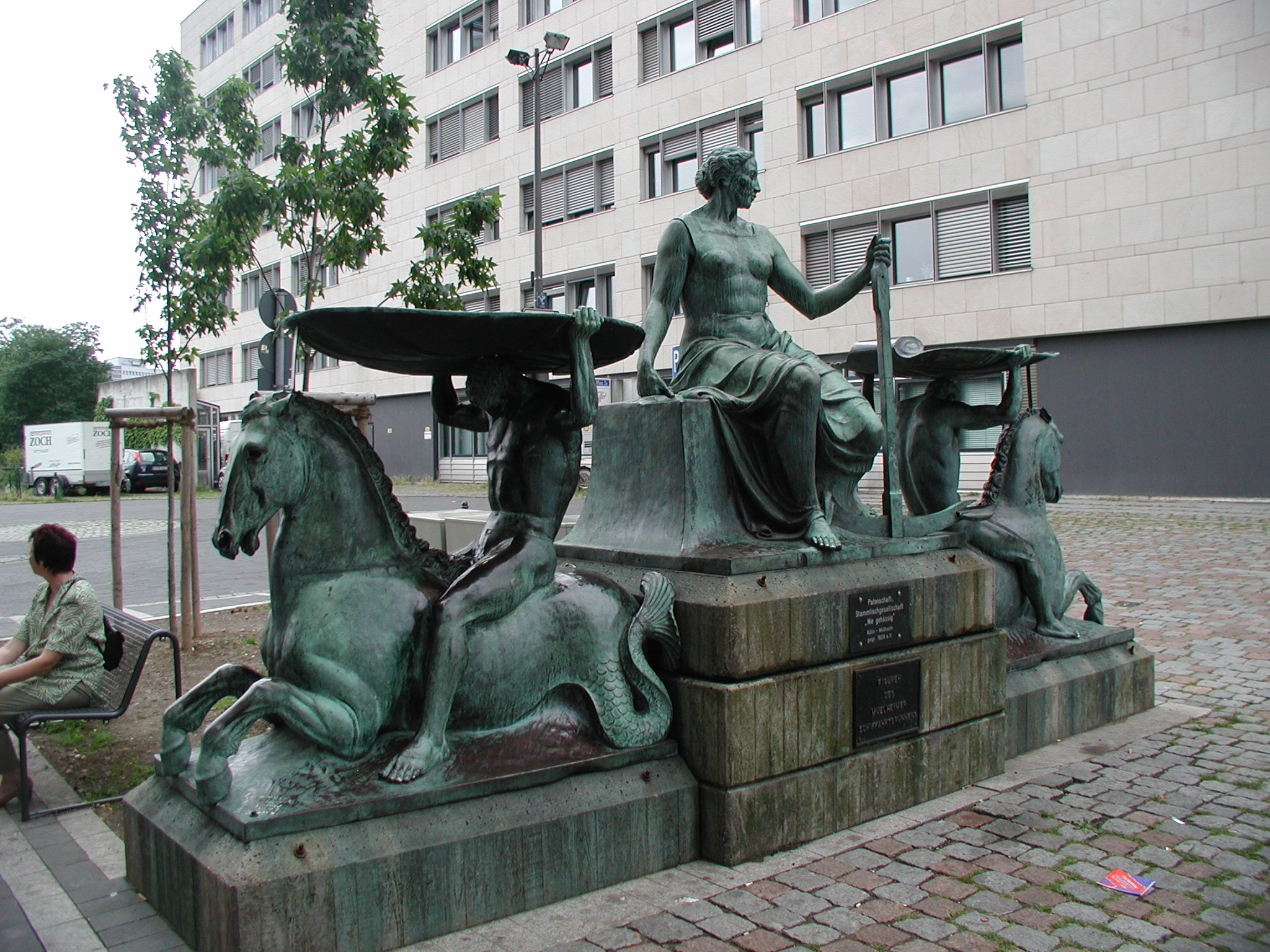
Schifffahrtsbrunnen in Köln-Mülheim, 1913

Hans Wildermann wurde als Sohn des Prokuristen Heinrich W. Wildermann und seiner Ehefrau Maria Wildermann, geborene Röhr geboren. Er besuchte zunächst Schulen in Recklinghausen und Köln und studierte dann in Düsseldorf, Berlin und München. In Düsseldorf, wo er von 1900 bis 1903 studierte, waren Peter Janssen der Ältere und Willy Spatz seine Lehrer.
Ab 1907 lebte Wildermann wieder in seiner Heimatstadt, wo er unter Max Martersteig und dessen Dirigenten Otto Lohse an der Ausstattung der Kölner Bühnen sowie als Bildhauer arbeitete. Martersteig hatte Wildermanns Radierung Tor der Phantasie gesehen. Der Kontakt entstand dann über Lohses Ehefrau, in deren Salon sich die Theaterwelt aus Deutschland und anderen Ländern traf. Wildermann wirkte dann 1911 an den Opernfestspielen mit und nahm im Jahr darauf an der Kölner Sonderbund-Ausstellung teil, wo er für den Vorplatz der Ausstellungshalle am Aachener Tor die Figurengruppe „Jüngling mit Pony“ sowie „Mädchen mit Reh“  schuf, die später bis zum Zweiten Weltkrieg in den Grünanlagen des Deutschen Rings standen. 1912 entstand der Mülheimer Schifffahrtsbrunnen.
1912 holte ihn Johannes Maurach als Gastbühnenbildner ans Stadttheater Essen. Ein Jahr später, 1913, ging er nach München, wo er auf Paul Klee traf. Danach kam es zu Zusammenarbeiten mit dem Opernhaus Berlin, dem Nationaltheater München und dem Opernhaus Leipzig. Im August 1919 folgte Wildermann wieder Maurach, der nun Intendant an den Städtischen Bühnen Dortmund war. 1920 heiratete er dann in Berlin Erna Maria Concordia Hoheisel. Als Maurach 1922/1923 nach Nürnberg ging, folgte auch Wildermann ihm zunächst. Jedoch gelang es dem neuen Dortmunder Intendanten Karl Schäffer, Wildermann nach Dortmund zurückzuholen. 1926 wechselte Hans Wildermann nach Breslau, wo er eine Professur für Theatermalerei an der Staatlichen Akademie für Kunst und Kunstgewerbe erhielt. Ab 1936 war er Leiter des Ausstattungswesens am Breslauer Opernhaus. Die Nationalsozialisten beschlagnahmten 1937 sein Triptychon „Transfiguration“ und erklärten es zur entarteten Kunst.
Nach dem Zweiten Weltkrieg kehrte Wildermann in seine Heimatstadt Köln zurück, wo er zuletzt in Riehl unweit des Zoologischen Gartens wohnte. Am 1. November 1954 starb er in der Universitätsklinik im Stadtteil Lindenthal. Aus seiner Ehe ging eine Tochter, Angelica, hervor.

## Wildermann und der Nationalsozialismus
Schon in den 1920er Jahren verband Wildermann eine tiefe Freundschaft zu dem nationalistischen und seit 1933 nationalsozialistischen Regensburger Musikbuchverleger Gustav Bosse. Dieser ließ ihn den Almanach der Deutschen Musikbücherei  (1920–1927) umfänglich bebildern und widmete ihm eine eigene Verlagslinie, Hans-Wildermann-Werke, in der  schon 1923 fast das gesamte graphische Werk erschienen war. Wildermann schnitt 1936 die Anton-Bruckner-Medaille der Internationalen Bruckner-Gesellschaft anlässlich der Enthüllung der Büste Anton Bruckners in der Walhalla am 6. Juni 1937; ein Auftrag, der einmal mehr von Bosse ausging. Noch 1942 illustrierte er das Buch Italienische Dichtung von Dante bis Mussolini – Eine Anthologie (Gauverlag-NS-Schlesien), wurde im gleichen Jahr mit dem Buch von Siegmund Skraup Die Oper als lebendiges Theater durch die Abbildung von 35 Bühnenbildern gewürdigt. Seine Illustrationen zu „Die Schildbürger“ erschienen in der Feldpostausgabe 1942 zum 63tausendsten Mal. Zu seinem 60. Geburtstag 1944 erschien in der Zeitschrift Musik im Kriege – Organ des Amtes Musik beim Beauftragten des Führers für die Überwachung der gesamten geistigen und weltanschaulichen Schulung und Erziehung der NSDAP die Hommage von Carl Niessen Hans Wildermann als Bühnenbildner (Heft 1, S. 7–9).

## Leistungen
Wildermann begann seine Karriere während der wirtschaftlich schwierigen Zeit der Weimarer Republik. Er nutzte die finanziellen Engpässe aber als Chance und setzte neue Entwicklungen aus der Malerei in der Bühnenbildnerei um. Statt aufwendiger, dekorativer Kulissen verwendete er einfache Formen und erzielte gewünschte Effekte mit Farben und Beleuchtung.
Neben seiner Arbeit als Bühnenbildner arbeitete Wildermann auch stets als Bildhauer, Maler und Grafiker. Das Dortmunder Kunst- und Gewerbemuseum widmete ihm einen Platz in seiner Dauerausstellung.
Die 1933 von Ernst Scheyer, Kustos und stellvertretender Direktor des schlesischen Museums für Kunstgewerbe und Altertürmer zu Breslau herausgegebene „Werkfolge“ der Werke Hans Wildermanns umfasst 589 Titel. Darunter 72 Gemälde und 60 Plastiken.

## Werke (Auswahl)
Gemälde
- Homer, 1911, Wandgemälde im Deutschen Theater[9][10]:10, Köln, Bismarckstr. 7 (kriegszerstört)
- Faust am Meer, 1911, Wandgemälde im Deutschen Theater[9][10]:10, Köln, Bismarckstr. 7 (kriegszerstört)
- Griechischer Frühling, 1913, Wandgemälde in der Villa Kruska[9][10]:11, Köln-Lindenthal, Pfarriusstr. 4 (Architekt Joseph Maria Olbrich, 1907/08)
- Transfiguration, Elias, Johannes der Täufer, 1924, Triptychon, Öl auf Holz[10]:12

Plastiken
- Dr. Max Martersteig, 1908, Bronze (1933: Besitzer Theatermuseum Köln)[3][10]:16
- Mädchen mit Reh, 1911, Bronze-Skulptur[10]:16, Köln-Riehl (Flora)
- Jüngling mit Pony (auch: Jüngling mit Pferd) 1911, Bronze-Skulptur[10]:16, Köln-Müngersdorf, Stadionschwimmbad
- Schifffahrtsbrunnen, 1912, Bronze[10]:16, für die Düsseldorfer Städteausstellung erstellt, 1913 in Köln-Mülheim aufgestellt
- Industrie- und Handelsbrunnen, 1912, Bronze[10]:16, für die Düsseldorfer Städteausstellung erstellt, 1913 in Köln-Mülheim aufgestellt
- Knabe mit Kaninchen, 1913, Bronze auf Steinsockel, Köln-Kalk (Stadtgarten)[10]:16[11]
- Christian Morgenstern, 1918, Bronzeplastik (1933 im Städtischen Museum, Darmstadt)[10]:17
- Johannes der Täufer, 1924, Holzstatue[10]:17
- Otto-Lohse-Urne (mit 3 Figuren), 1925, Bronzetempelchen zu Ehren von Otto Lohse[3][10]:18
- Liegende-Madonna, 1928, Holzplastik[10]:18

Zyklen
- Faust-Wirklichkeiten, 1909 bis 1919, Sammlung mit 49 Drucken[10]:20, entstanden aus Anlass der Faust-Inszenierungen von Max Martersteig[3]

Einzelblätter
- Vier Elemente, 1922, Grafik[10]:30